# دندان شیری (فیلم)
دندان شیری (به انگلیسی: Babyteeth) فیلمی محصول سال ۲۰۱۹ و به کارگردانی نیکول شانون مورفی است. در این فیلم بازیگرانی همچون الیزا اسکانلن، توبی والاس، امیلی بارکلی، یوجین گیلفدر، اسی دیویس و بن مندلسون ایفای نقش کرده‌اند.